# Kedyw

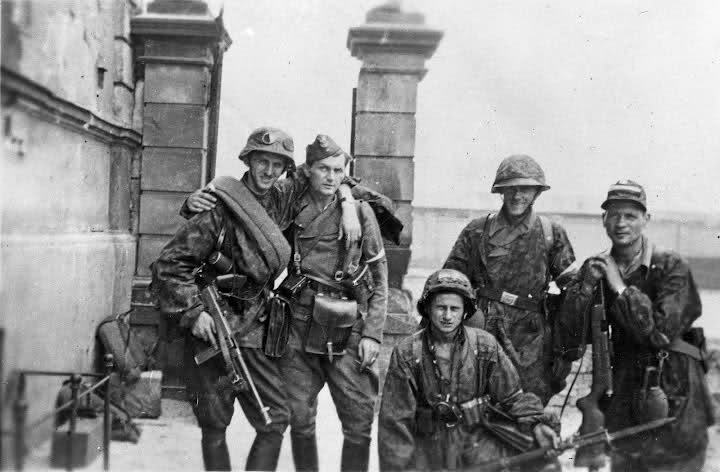
Miembros del Kedyw del Kolegium en el distrito de Wola, 1944

El Kedyw (iniciales de Kierownictwo Dywersji, literalmente Dirección de Subversión) fue un movimiento de resistencia polaco, miembro de la Armia Krajowa, creado en el transcurso de la Segunda Guerra Mundial. El Kedyw estaba especializado en el sabotaje, la propaganda y los enfrentamientos entre el Estado secreto polaco y la Alemania Nazi y todos sus colaboradores.

## Operaciones
El Kedyw fue creado el 22 de enero de 1943, resultado de la unión de dos movimientos de resistencia polaca ya existentes: la Związek Odwetu y la Wachlarz. Inicialmente, las unidades eran pequeñas y apenas agrupaban a una docena de miembros en sus filas. Con el tiempo, algunas de las unidades se desplazaron a las zonas boscosas para iniciar una guerrilla partisana, similar a algunos grupos como los Partisanos de Bielski en el este del país.
Gracias a la ayuda por parte de la Armia Krajowa, el principal movimiento de resistencia polaco, el Kedyw organizó fábricas de armas y de munición, escuelas militares, inteligencia, contra-inteligencia, campamentos hospitalarios y una red de comunicaciones entre las principales ciudades de Polonia. También tomaron parte en enfrentamientos directos contra las tropas alemanas y la Gestapo, participando en la Operación Tempestad y en la Operación Cabezas.